# Autonómia Mintaudvar
Az Autonómia Mintaudvar egy szlovákiai magyar szervezet.

## Célja
Kitűzött céljuk a dél-szlovákiai magyar autonómia megteremtése és az anyanyelv védelme.

## Szerepe
Ez a kisebbségi szervezet fontos szerepet vállal a szlovákiai magyarok életében.

## Autonómia
Az Autonómia Mintaudvar autonómiája nem sérti Szlovákia területi integrálását és a nemzeti szuverenitást. Az Európai Parlament emberi jogi jelentése támogatja az önrendelkezést és az anyanyelv védelmét a nemzeti kisebbségek számára. Az Autonómia Mintaudvar nem a Magyar Koalíció Pártja ellen, hanem az autonómiáért szeretne tüntetni.
"Autonómia, reális cél annak aki hisz benne,
utópia annak aki nem, középső út nem létezik,
aki mégis ezt az utat járja, az vak és tehetetlen."
Bósza János 
Az autonómia nem jelent függetlenséget de biztosítja a kisebbség fennmaradását. Az autonómia szó a görög auto-nomus szobol származik és önrendelkezést jelent. Az autonómiára való igény általános emberi tulajdonság, de nem mindenkire azonos mértékben jellemző. A jogban lehet szűk körű vagy széles körű, létszám szerint megkülönböztetjük az egyén és a csoport autonómiáját. Az autonómiák megadásának alapjaként jelenik meg az önrendelkezési jog.